# 폭스 트레일
폭스 트레일은 스위스의 베른, 툰, 상트 갈렌, 취리히, 바젤, 루체른 외 10개 도시에서 개최되고 있는 보물 찾기형 게임으로 관광 프로그램으로서 활용되고 있다폭스 트레일 - 재미, 액션, 흥미진진함! - 스위스관광청. 여우의 발자취를 따라간다는 설정으로, 초록색 그림의 폭스트레일 표식을 찾아 이면에 적혀 있는 새로운 지령을 찾아 다음 표식을 쫓아가는 방식이다. 참가자들은 도보와 대중 교통을 활용해서 표식을 찾아다니는데 여정의 과정에서 제시되는 미션들은 지역만의 랜드마크라고 할 수 있는 장소나 대상을 만나도록 유도하는 형식이다.